# Saison 11 de The Voice Kids (France)
 (août 2025).
 (mai 2025).
Si vous disposez d'ouvrages ou d'articles de référence ou si vous connaissez des sites web de qualité traitant du thème abordé ici, merci de compléter l'article en donnant les références utiles à sa vérifiabilité et en les liant à la section « Notes et références ».

## Participants

### Coachs et présentateurs
L'émission est présentée par : 
- Nikos Aliagas, sur le plateau et pendant l'accueil des familles ;
- Karine Ferri, dans les coulisses et sur le plateau.

Le jury est composé de :
- Soprano, chanteur, rappeur et compositeur français.

- M. Pokora, chanteur, auteur-compositeur-interprète, producteur, danseur et acteur français.

- Santa, auteure-compositrice-interprète et musicienne française.

- Patrick Fiori, auteur-compositeur-interprète français.

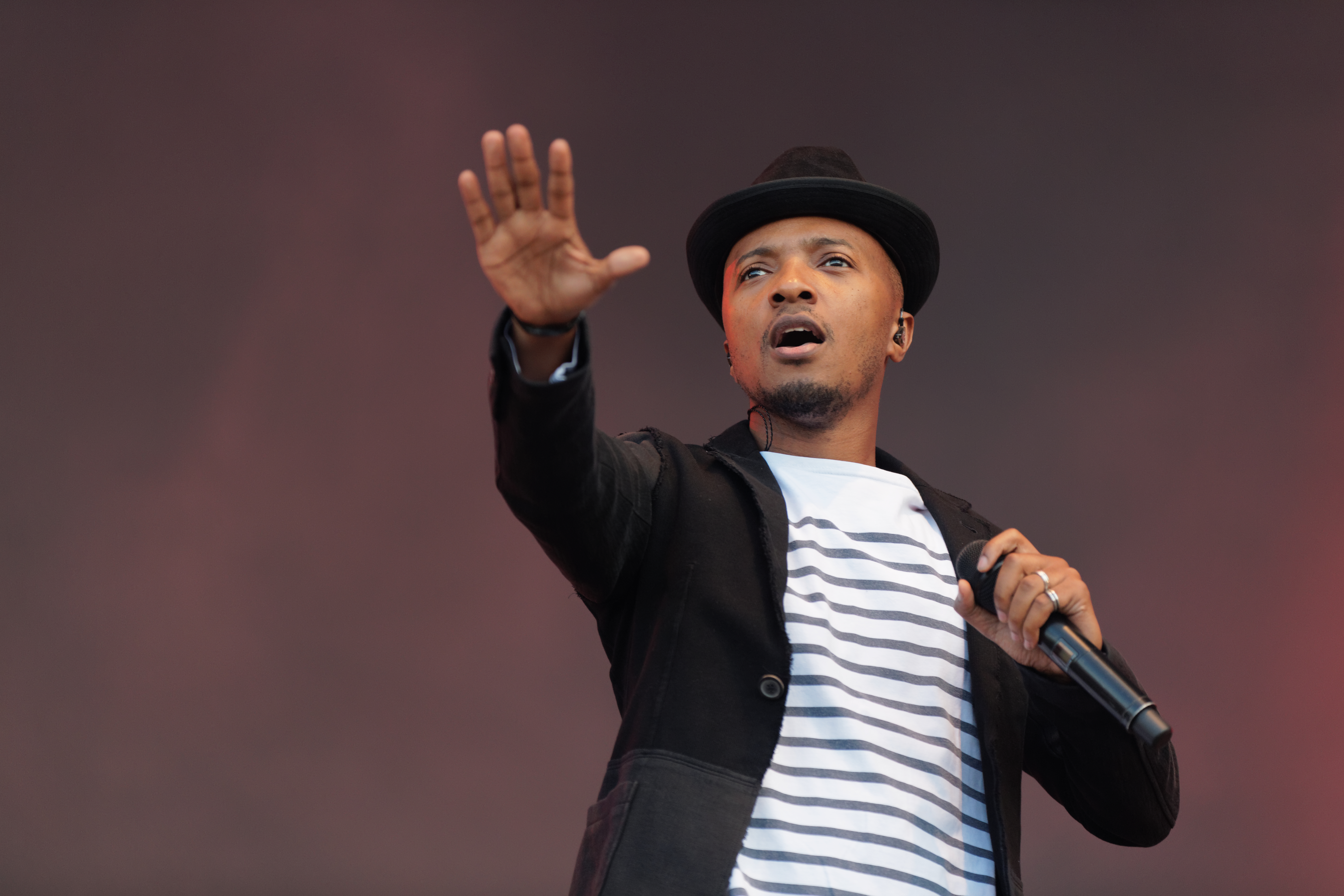
Soprano
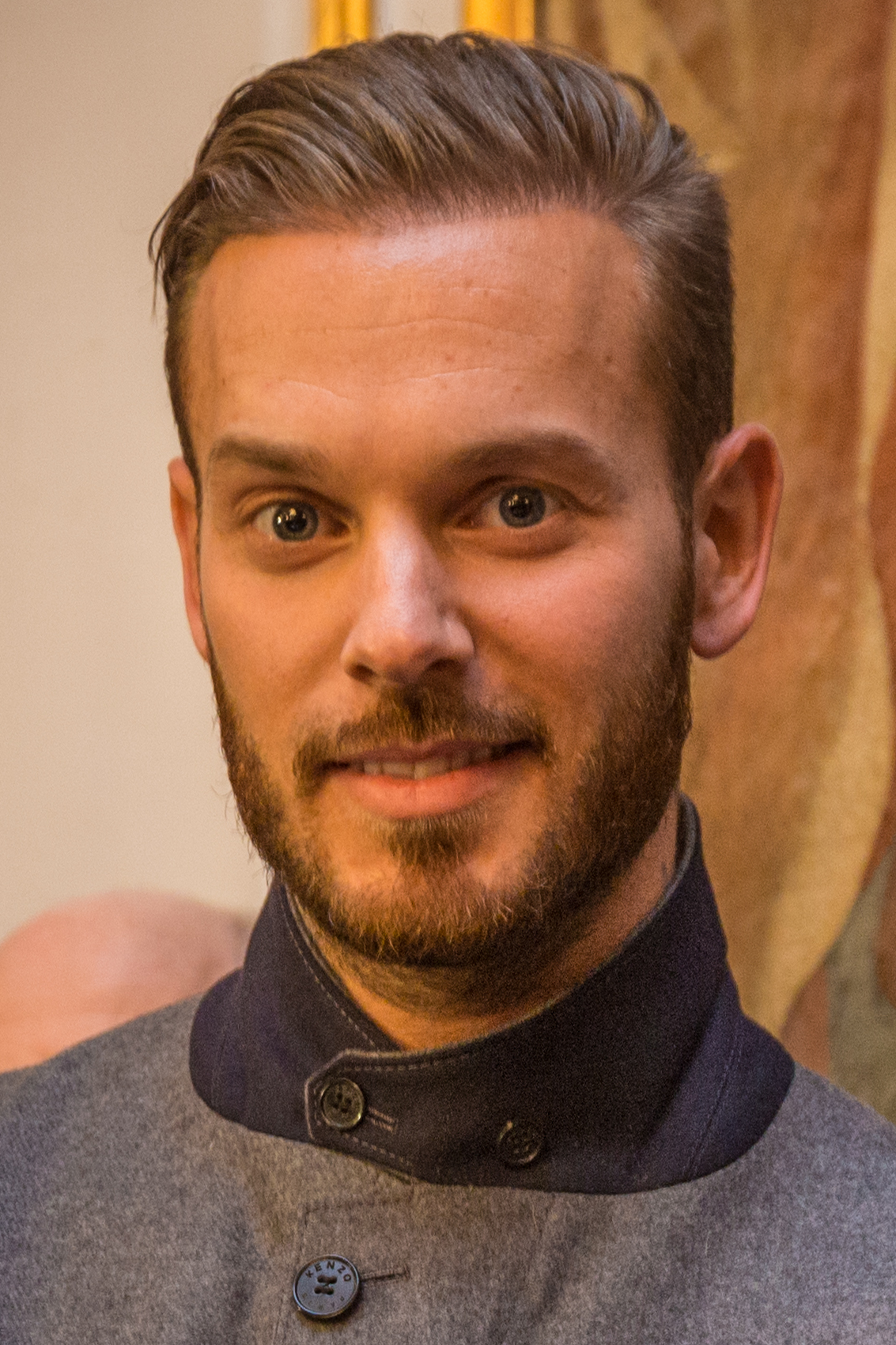
M. Pokora
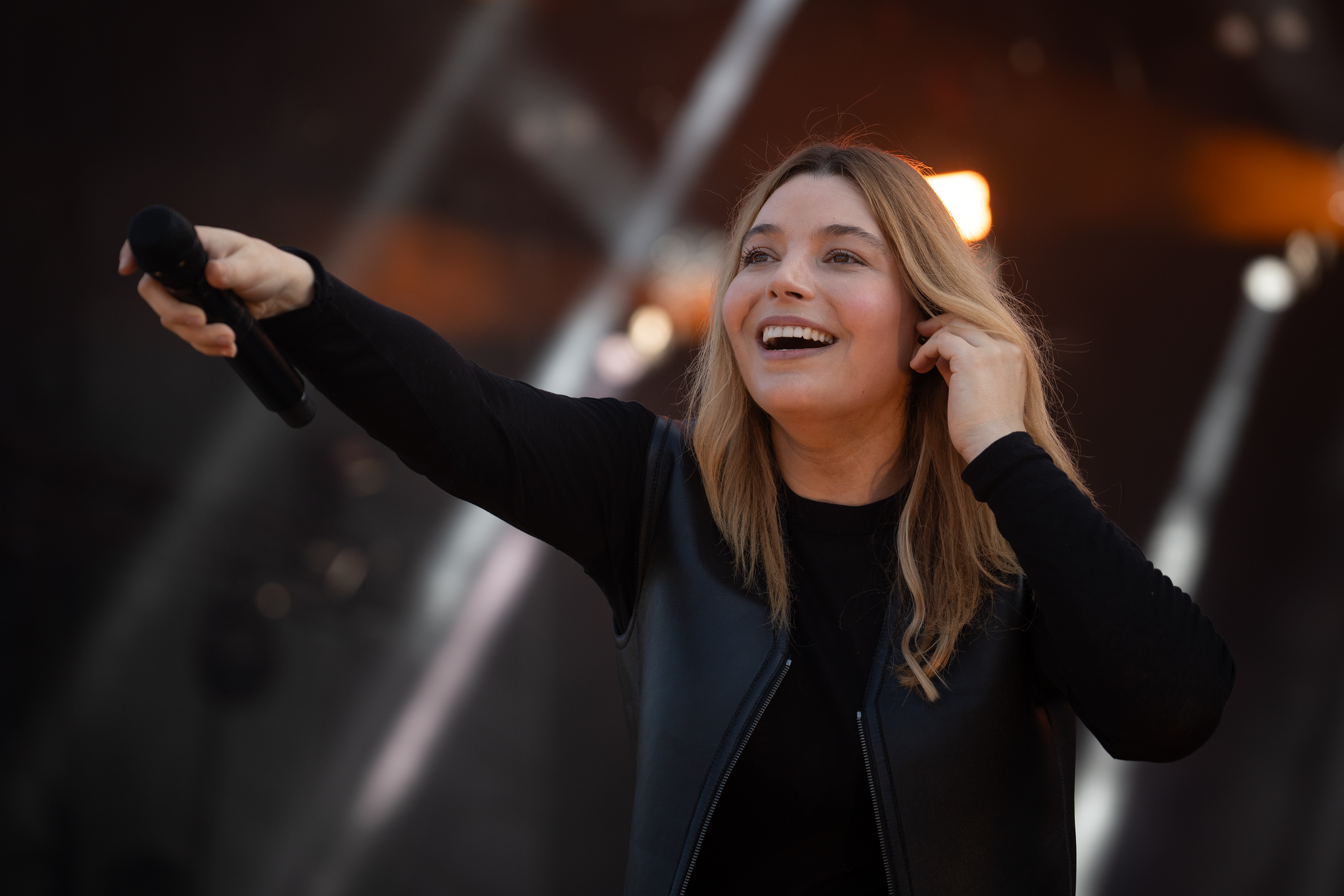
Santa
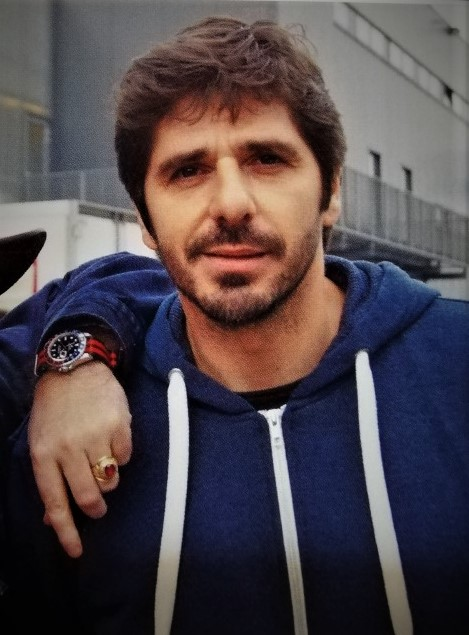
Patrick Fiori

## Déroulement

### Étape 1: Les auditions à l'aveugle
Le principe est, pour chaque coach, de choisir les meilleurs candidats présélectionnés par la production. Lors des prestations de chaque candidat, chaque jury et futur coach est assis dans un fauteuil, dos à la scène et face au public, et écoute la voix du candidat sans le voir (d'où le terme « auditions à l'aveugle »). Lorsqu'il estime qu'il est en présence d'un bon candidat, le juré appuie sur un buzzer devant lui, qui retourne alors son fauteuil face au candidat, ce qui signifie que le juré, qui découvre enfin physiquement le candidat, est prêt à coacher le candidat et le veut dans son équipe. Si le juré est seul à s'être retourné, alors le candidat va par défaut dans son équipe. Par contre, si plusieurs jurés se retournent, c'est alors au candidat de choisir quel coach il veut rejoindre.
La règle du « Super Block » est renouvelée cette saison. Cette règle permet à un coach de bloquer un confrère jusqu'au choix définitif du talent (donc encore utilisable après la prestation du talent) et non plus avant que celui-ci ne se retourne. Les coachs ne pourront actionner ce bouton qu'une seule fois lors de la totalité des auditions à l'aveugle.
Légende

#### Épisode 1: les auditions à l'aveugle (1)
| Ordre | Candidat | Âge | Localisation | Chanson | Choix des coachs et des candidats | Choix des coachs et des candidats | Choix des coachs et des candidats | Choix des coachs et des candidats |
| Ordre | Candidat | Âge | Localisation | Chanson | Soprano                           | Matt Pokora                       | Santa                             | Patrick Fiori                     |
| ----- | -------- | --- | ------------ | ------- | --------------------------------- | --------------------------------- | --------------------------------- | --------------------------------- |
| 1     |          |     |              |         |                                   |                                   |                                   |                                   |
| 2     |          |     |              |         |                                   |                                   |                                   |                                   |
| 3     |          |     |              |         |                                   |                                   |                                   |                                   |
| 4     |          |     |              |         |                                   |                                   |                                   |                                   |
| 5     |          |     |              |         |                                   |                                   |                                   |                                   |
| 6     |          |     |              |         |                                   |                                   |                                   |                                   |
| 7     |          |     |              |         |                                   |                                   |                                   |                                   |
| 8     |          |     |              |         |                                   |                                   |                                   |                                   |
| 9     |          |     |              |         |                                   |                                   |                                   |                                   |
| 10    |          |     |              |         |                                   |                                   |                                   |                                   |
| 11    |          |     |              |         |                                   |                                   |                                   |                                   |
| 12    |          |     |              |         |                                   |                                   |                                   |                                   |
| 13    |          |     |              |         |                                   |                                   |                                   |                                   |
| 14    |          |     |              |         |                                   |                                   |                                   |                                   |

Épisode 2 : Les auditions à l'aveugle (2)
Le deuxième épisode sera diffusé en 2025 à 21 h 10.
| Ordre | Candidat | Âge | Localisation | Chanson | Choix des coachs et des candidats | Choix des coachs et des candidats | Choix des coachs et des candidats | Choix des coachs et des candidats |
| Ordre | Candidat | Âge | Localisation | Chanson | Soprano                           | Matt Pokora                       | Santa                             | Patrick Fiori                     |
| ----- | -------- | --- | ------------ | ------- | --------------------------------- | --------------------------------- | --------------------------------- | --------------------------------- |
| 1     |          |     |              |         |                                   |                                   |                                   |                                   |
| 2     |          |     |              |         |                                   |                                   |                                   |                                   |
| 3     |          |     |              |         |                                   |                                   |                                   |                                   |
| 4     |          |     |              |         |                                   |                                   |                                   |                                   |
| 5     |          |     |              |         |                                   |                                   |                                   |                                   |
| 6     |          |     |              |         |                                   |                                   |                                   |                                   |
| 7     |          |     |              |         |                                   |                                   |                                   |                                   |
| 8     |          |     |              |         |                                   |                                   |                                   |                                   |
| 9     |          |     |              |         |                                   |                                   |                                   |                                   |
| 10    |          |     |              |         |                                   |                                   |                                   |                                   |
| 11    |          |     |              |         |                                   |                                   |                                   |                                   |
| 12    |          |     |              |         |                                   |                                   |                                   |                                   |
| 13    |          |     |              |         |                                   |                                   |                                   |                                   |
| 14    |          |     |              |         |                                   |                                   |                                   |                                   |